# Río Balboa
El río Balboa está situado al norte de la comarca del Bierzo en la provincia de León, España.
Nace en las laderas del Puerto del Portelo a 1068 m s. n. m., baña los municipios de Balboa y Vega de Valcarce.
Está vedado para la pesca en todo su curso y en las aguas que a él fluyen.
Desemboca finalmente en el Valcarce, en el término de Vega de Valcarce en la localidad de Ambasmestas.
Pertenece a la Confederación Hidrográfica del Miño-Sil.